# Johannes Dobberstein

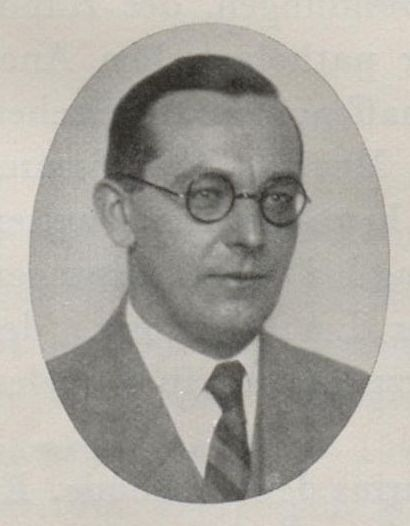
Johannes Dobberstein, um 1931

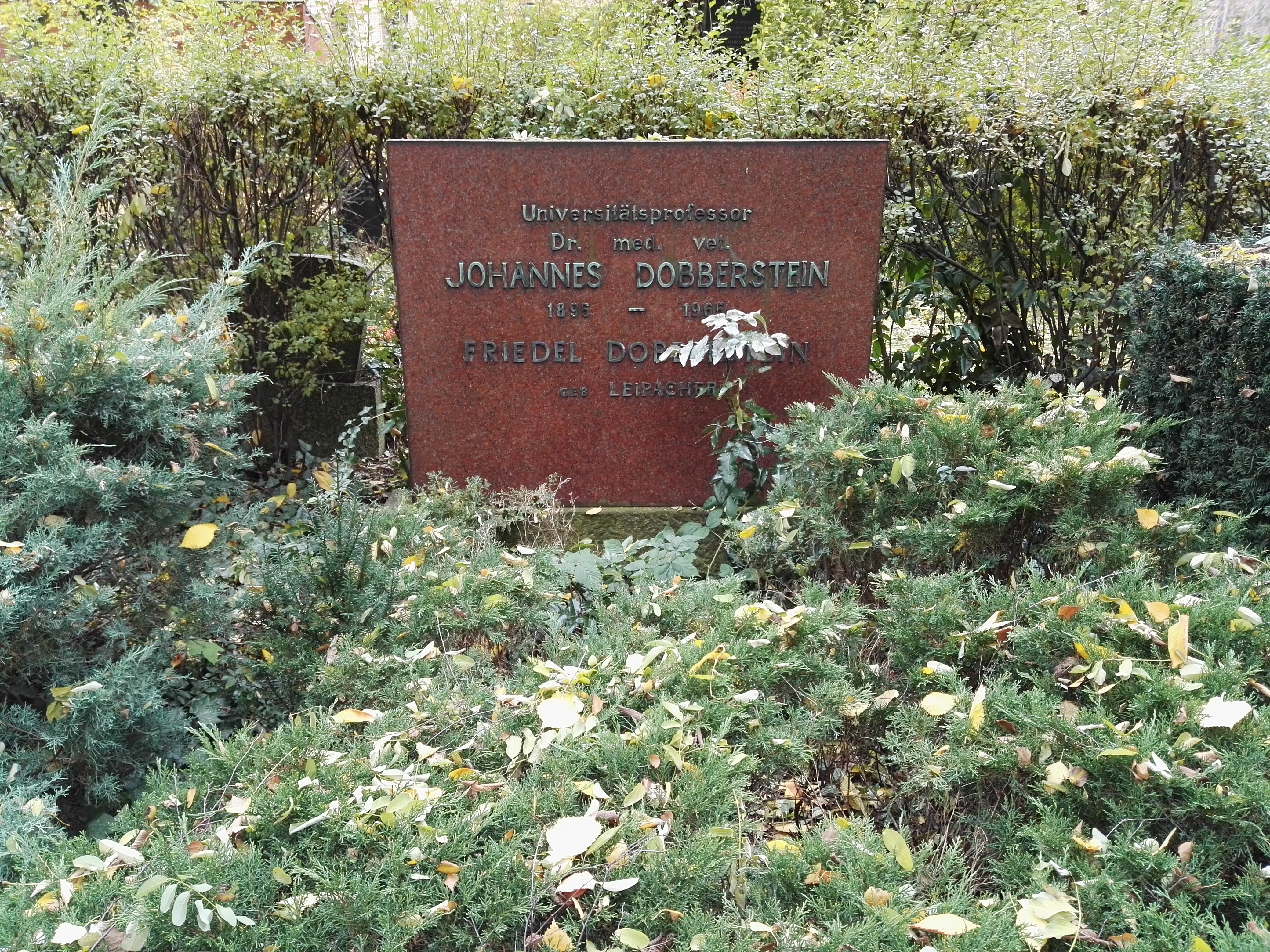
Grab von Johannes Dobberstein auf dem Friedhof der Dorotheenstädtischen und Friedrichswerderschen Gemeinden in Berlin.

Johannes Dobberstein (* 19. September 1895 in Graudenz; † 9. Januar 1965 in Berlin) war ein deutscher Veterinärpathologe. Er war Professor mit Lehrstuhl an der Humboldt-Universität Berlin und einer der führenden Ausbilder für Tierärzte in der Deutschen Demokratischen Republik (DDR). Der Nationalpreisträger der DDR ist Autor diverser Standardwerke zur Tiermedizin, die auch in der Bundesrepublik Deutschland verlegt wurden.

## Leben
Dobberstein, Sohn eines Postangestellten, begann nach dem Abschluss des Abiturs in Insterburg 1914 ein Studium an der Tierärztlichen Hochschule in Berlin. Noch im selben Jahr wurde er eingezogen und kämpfte im Ersten Weltkrieg. Während seines Studiums wurde er Mitglied beim Verein Deutscher Studenten Königsberg. Nach dem Abschluss des Studiums erlangte er 1922 die Approbation als Tierarzt und wurde mit einer Arbeit über das Mastoideum des Schweins promoviert.
Von 1923 bis 1928 war er als Assistent, später Oberassistent am Pathologischen Institut in Berlin tätig. 1926 erhielt er einen Lehrauftrag und wurde 1927 mit einer Arbeit über Erkrankungen des Zentralnervensystems beim Pferd habilitiert. 1928 wurde er Professor mit Lehrstuhl für pathologische Anatomie an der Tierärztlichen Hochschule Berlin und zugleich Mitglied des Landesveterinäramts. 1939 wurde er zum Mitglied der Deutschen Akademie der Naturforscher Leopoldina berufen.
Mit Ausbruch des Zweiten Weltkriegs wurde Dobberstein erneut eingezogen und war als Oberstabsveterinär der deutschen Wehrmacht eingesetzt. Nach Kriegsende ließ er sich in der sowjetisch besetzten Zone Deutschlands nieder und kehrte an die neu eröffnete Humboldt-Universität (HU) Berlin zurück.
1949 wurde Dobberstein Professor mit Lehrstuhl für allgemeine Veterinärpathologie und pathologische Anatomie, Direktor des Instituts für Veterinärpathologie und war zeitweise auch Direktor des Instituts für Veterinäranatomie. Später war er langjähriger Dekan der Veterinärmedizinischen Fakultät der HU. Seit 1949 war Dobberstein Ordentliches Mitglied der Akademie der Wissenschaften der DDR und war dort am Aufbau des Instituts für Vergleichende Pathologie beteiligt und ab 1952 dessen Direktor.
1951 lehnte Dobberstein eine Berufung an die westdeutsche Universität München ab. Im selben Jahr wurde er Gründungsmitglied der Deutschen Akademie der Landwirtschaftswissenschaften (DAL) und war dort von 1951 bis 1957 Sekretär der Sektion Veterinärmedizin und von 1957 bis zu seiner Emeritierung 1962 Vizepräsident.

## Werk
Dobberstein war Herausgeber und Autor mehrerer Standardlehrbücher der Veterinärmedizin, insbesondere des von Ernst Joest begründeten siebenbändigen „Handbuchs der speziellen pathologischen Anatomie der Haustiere“ und wurde sowohl in der DDR als auch in der Bundesrepublik verlegt. Er war ab 1946 Gründer und Herausgeber der „Monatshefte für Veterinärmedizin“ und zahlreicher Veröffentlichungen zur vergleichenden Pathologie der Haustiere.

## Ehrungen
- 1951 Nationalpreis der DDR III. Klasse für Wissenschaft und Technik
- 1955 Ehrensenator der Tierärztlichen Hochschule Hannover
- 1956 Ehrenmitglied der Società Italiana delle Scienze Veterinarie
- 1960 Vaterländischer Verdienstorden (DDR) und Hervorragender Wissenschaftler des Volkes
- Ehrendoktor der Universitäten Leipzig (1955), Stockholm und Budapest
- 1987 stiftete Erich Honecker die nach ihm benannte „Johannes-Dobberstein-Medaille für Verdienste im Veterinärdienst der DDR“

## Schriften (Auswahl)
- Sektionstechnik und Diagnostik für Veterinärmediziner. Berlin 1950.
- Richtlinien für die Sektion der Haustiere. Berlin 1957.
- Handbuch der speziellen pathologischen Anatomie der Haustiere. Berlin, Hamburg 1969–1971